# واين جاكوبسن
واين جاكوبسن (بالإنجليزية: Wayne Jacobsen)‏ (21 مارس 1953)؛ روائي أمريكي.